# Gendreville
Gendreville település Franciaországban, Vosges megyében. Lakosainak száma 104 fő (2022. január 1.). Gendreville Jainvillotte, Malaincourt, Médonville, Sartes, Outremécourt és Beaufremont községekkel határos.

## Népesség
A település népességének változása:
| Lakosok száma | 111  | 104  | 107  | 106  | 106  | 105  | 105  | 103  | 104  |
|               | 2013 | 2015 | 2016 | 2017 | 2018 | 2019 | 2020 | 2021 | 2022 |